# Reie
De Reie was een rivier die van Torhout naar Brugge stroomde. Daar mondde ze uit in een zeearm, het Sincfal, die verzand is tot het Zwin. 

## Verloop
De naam Reie komt van het Keltische woord Rogia, wat "Heilig Water" betekent. Het is bekend dat de Kelten rivieren en bronnen als goddelijke wezens beschouwden. Het is de Keltische naam die aan de Brugse waterloop is blijven kleven en die bij uitbreiding die is geworden van bijna alle natuurlijke of kunstmatige waterlopen die de stad doorkruisen.
De rivier de Reie begon ten zuiden van Brugge, tussen Waardamme en Torhout. Vandaar liep ze grotendeels via de huidige Waardammebeek langs Oostkamp. Voorbij Moerbrugge en Steenbrugge liep de Reie Brugge binnen via het Minnewater, dat oorspronkelijk een soort stuwmeertje en bufferbekken was. Ook vloeide hier de Kerkebeek in de Reie, vlak voor deze de gracht van de vesten kruiste en in het Minnewater vloeide (zie rechtsboven op de kaart van Marcus Gerards). 
Later werd hier het kanaal Gent-Brugge gegraven, dat de bedding van de Oude Kale volgde. Dat was niet alleen belangrijk omdat de Republiek der Zeven Verenigde Nederlanden tol hief op de handel over de Westerschelde, maar ook om de Reiemonding te spuien; die was namelijk al begonnen te verzanden. Daarom werd het kanaal later doorgetrokken naar Oostende. Eerder was ook al de Lieve gegraven van Gent naar het Zwin.
Eerst mondde de Reie ergens tussen Blankenberge en Zeebrugge in de Noordzee uit via een getijdengeul, maar in de 11e eeuw heeft men het Reiewater via een kanaal afgeleid naar Cadzand, via het meer oostelijk gelegen Sincfal, het latere Zwin. Deze zeearm was vergroot door een stormvloed in 1134 en later verschillende keren gekanaliseerd om de verzanding tegen te gaan. Ze passeerde de voorhavens Damme, Hoeke, Sint Anna ter Muiden en Sluis. Er waren ook vuurbakens aangelegd. De verzanding van de Reie was een van de oorzaken voor het economische verval van Brugge. Een nieuwe verbinding kwam er pas met de Damse Vaart van Napoleon.

## In Brugge

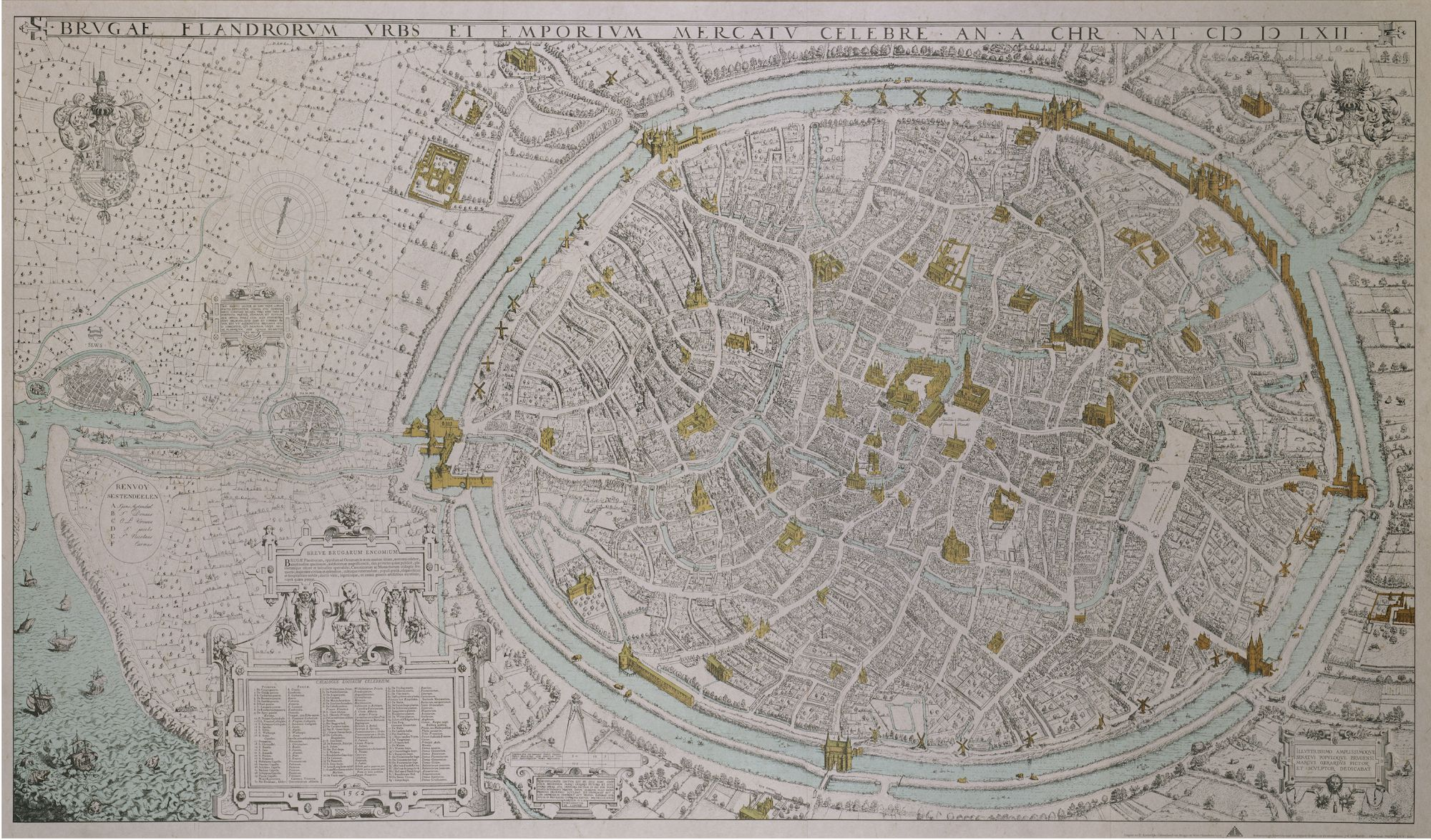
Kaart van Brugge uit 1562 door Marcus Gerards.

In Brugge is het tracé van de Reie nog goed herkenbaar, hoewel men er veel heeft aan veranderd doorheen de jaren. Ze stroomt nog steeds van het Minnewater langs de Bakkersrei en de Dijver naar de Rozenhoedkaai. Van de Rozenhoedkaai liep de Reie noordwaarts tussen de Burg en de Wollestraat, onder de voormalige Waterhalle (nu het Provinciaal Hof) en achter de huizen aan de oostkant van de Vlamingstraat. 
Aan het Kraanplein draaide de Reie naar rechts, langs de Poortersloge richting waar nu het Biskajersplein en Jan van Eyckplein liggen. Heel dit stuk, vanaf de Burg tot aan het Jan van Eyckplein, is nu overwelfd. Het stukje straat dat erbovenop ligt tussen het Kraanplein en het Biskajersplein heet nog steeds "Kraanrei". Vanaf het Jan van Eyckplein loopt de Reie weer bovengronds verder langs de Spiegelrei en de Langerei naar de Dampoort.